# Schiena (album)
| Recensione    | Giudizio |
| ------------- | -------- |
| MelodicaMente |          |
| Rockol        |          |

Schiena è il terzo album in studio della cantautrice italiana Emma, pubblicato il 9 aprile 2013 dalla Universal Music Group.

## Descrizione
Il disco è stato realizzato sotto la supervisione del produttore e cantante Brando ed è stato presentato da Marrone attraverso la seguente dichiarazione:
Tra gli autori presenti nel disco vi sono Daniele Magro, autore di L'amore non mi basta (brano con cui la cantante ha dichiarato di aver voluto omaggiare Try di Pink), Trattengo il fiato e 1, 2, 3, Fabrizio Moro, Niccolò Agliardi, autore di Se rinasci, che affronta il tema della morte, e Nesli, autore di Dimentico tutto. Per quest'ultimo brano Marrone fa uso del rapping in alcune strofe: a tal proposito la cantante ha dichiarato che i suoi produttori le avevano proposto di trasformarlo in qualcosa di più pop e più adatto alle sue corde, ma ha preferito mantenere tali parti rappate. Per la realizzazione dell'album Marrone si è avvalsa anche del batterista Mylious Johnson, che ha curato la batteria di diversi brani quali Amami, L'amore non mi basta, Dimentico tutto, Se rinasci e Schiena. La cantante in merito alla registrazione del disco ha dichiarato di aver voluto lasciare anche alcuni errori e alcune imprecisioni avvenute nelle esecuzioni dei brani in sala di registrazione, per rendere ancora più vero il disco.
Dal punto di vista musicale Schiena è contraddistinto da sfumature power pop, rock e da ballad energiche, che approccia anche a sfumature soul nel brano Trattengo il fiato, ad una melodia simile al tango in 1, 2, 3 ed un approccio all'hip hop e blues in Dimentico tutto. Il giornale Panorama ha definito il brano Schiena come un piccolo capolavoro che denota l'evoluzione artistica della cantante salentina; lo stesso brano è stato definito anche come quello che più si discosta musicalmente da tutti gli altri brani, infatti le chitarre elettriche lasciano spazio al tocco di chitarra acustica, che rende più morbido il suono. Nel singolo Chimera invece vengono riscontrate delle somiglianze negli accordi del pianoforte con la band britannica dei Keane. Il singolo di lancio Amami è stato definito come la canzone che consacra Marrone come interprete pop rock, designandola come erede artistica di Gianna Nannini. Nel disco risaltano spesso i riff di chitarra tipicamente rock, il suono della batteria è sempre molto alto in tutto il disco, oltre ad alcuni arrangiamenti con ispirazione orchestrale.

## La copertina e il titolo
Nella copertina del disco viene ritratta Marrone con la schiena nuda e con le braccia conserte, appare nel fianco destro della cantante anche un tatuaggio che raffigura una rondine. Riguardo all'essersi messa con la schiena nuda in copertina la cantante ha pubblicato queste dichiarazioni:
 Inoltre la stessa cantante ha aggiunto che l'ispirazione per questo titolo le è venuta ascoltando un brano che la sua amica e giovane autrice Naskà, le ha fatto ascoltare dal titolo Schiena, che appunto ha dato poi il nome all'intero disco oltre che alla canzone.

## Promozione
Schiena viene anticipato dal singolo Amami, scritto interamente da Marrone stessa e reso disponibile a partire dal 22 marzo dello stesso anno. Attraverso la sua pagina Facebook e la sua newsletter ufficiale, la cantante rende nota la copertina e la tracklist dell'album. Dal 26 marzo 2013 è stato reso disponibile il preordine dell'album sull'iTunes Store: in omaggio a coloro che hanno effettuato il preordine è stato regalato il brano L'amore non mi basta.
Il 7 maggio sono state annunciate le date del tour invernale di Marrone, lo Schiena Tour. Il tour, anticipato dalla data zero di Morbegno, è iniziato il 16 novembre a Rimini e si è concluso a Montichiari il 10 dicembre e ha visto la cantante salentina esibirsi nei maggiori palasport d'Italia da tra cui PalaLottomatica, Mediolanum Forum e Palasport Olimpico. Il 13 giugno, come anticipazione dello Schiena Tour, la cantante ha tenuto uno showcase per Cubomusica, in collaborazione con TIM; durante la serata Marrone ha proposto dei brani di Schiena riarrangiati in versione acustica, alcuni suonati con la chitarra anche dalla stessa cantante salentina e sempre alla chitarra è stata accompagnata dal suo produttore Brando. Con un mese e mezzo d'anticipo al Tour, sono stati annunciati i sold out al PalaLottomatica e al Mediolanum Forum. Il tour si è concluso registrando oltre 85.000 spettatori.
L'11 ottobre 2013, attraverso i suoi canali ufficiali sui social network, la cantante rivela la pubblicazione di una ristampa dell'album, uscita il 12 novembre. Intitolata Schiena vs schiena, la riedizione è composta due dischi: il primo contiene l'album originale con l'aggiunta dell'inedito La mia città, mentre il secondo contiene le versioni semi-acustiche dei brani. Nello stesso periodo inoltre il brano In ogni angolo di me viene utilizzato nello spot pubblicitario dell'app LINE, che vede protagonista la cantante stessa.

## Tracce
1. Amami – 3:48 (Emma Marrone)
2. La mia felicità – 3:23 (Fabrizio Moro)
3. Dimentico tutto – 3:28 (Nesli, Niccolò Bolchi)
4. Ma che vita fai – 3:27 (Federica Camba, Daniele Coro)
5. Trattengo il fiato – 3:56 (Daniele Magro)
6. 1, 2, 3 – 3:04 (Daniele Magro)
7. In ogni angolo di me – 3:41 (Emma Marrone, Alessandro Raina, Dario Faini; edizioni musicali Universal Music Italia Srl e Universal Music Publishing Ricordi)
8. L'amore non mi basta – 3:29 (Daniele Magro)
9. Se rinasci – 3:48 (testo: Niccolò Agliardi – musica: Dario Faini; edizioni musicali Universal Music Publishing Ricordi e Music Union Srl)
10. Chimera – 3:27 (Antonino, Salvator Gabriel Valerio, Roberto Cardelli)
11. Schiena – 5:12 (Naskà)

### Schiena vs schiena
CD 1
1. La mia città – 3:31 (Emma Marrone)

CD 2
1. Amami (Semi-Acoustic) – 3:49
2. La mia felicità (Semi-Acoustic) – 3:30
3. Dimentico tutto (Semi-Acoustic) – 4:07
4. Ma che vita fai (Semi-Acoustic) – 3:29
5. Trattengo il fiato (Semi-Acoustic) – 4:05
6. 1, 2, 3 (Semi-Acoustic) – 3:12
7. In ogni angolo di me (Semi-Acoustic) – 3:53
8. L'amore non mi basta (Semi-Acoustic) – 3:54
9. Se rinasci (Semi-Acoustic) – 3:53
10. Chimera (Semi-Acoustic) – 3:11
11. Schiena (Semi-Acoustic) – 5:20

Durata totale: 42:23

## Successo commerciale
L'album ha debuttato alla vetta della Classifica FIMI Album, rimanendoci anche nelle tre settimane seguenti. Nella terza settimana viene certificato disco d'oro dalla FIMI per le oltre 30 000 copie vendute, mentre il successivo 21 giugno l'album viene certificato disco di platino per aver venduto oltre 60 000 copie. Infine nel dicembre 2013, doppio disco di platino per le oltre 120 000 copie vendute, raggiungendo la certificazione di triplo disco di platino il 23 maggio dell'anno seguente. L'album è risultato essere il settimo più venduto in Italia nel primo semestre del 2013, nonché il quinto più venduto in tutto il 2013; mentre Emma è stata la cantante donna ad aver venduto di più (sempre in Italia) nell'intero anno.
Il successo dell'album è supportato anche dal singolo di lancio Amami, che ha debuttato alla terza posizione della Top Singoli ed è stato certificato disco di platino dalla FIMI per le oltre 30 000 copie vendute; il 3 giugno 2013 il singolo ha inoltre ricevuto un Wind Music Award come Digital Song Platino. Il successivo singolo, Dimentico tutto, ha raggiunto la dodicesima posizione della Top Singoli, venendo certificato disco di platino il 9 novembre. Il singolo L'amore non mi basta, ancor prima di uscire come terzo singolo, ha debuttato alla 11ª posizione della Top Singoli, venendo certificato disco di platino nel novembre 2014. Infine il 10 gennaio 2015, a distanza di un anno dalla sua uscita come singolo, Trattengo il fiato è stato certificato disco d'oro dalla FIMI.
In Svizzera ha debuttato alla 32ª posizione della Top 100 Albums di Schweizer Hitparade, per poi raggiungere come posizione massima la 25ª nella settimana successiva; Sempre nella Schweizer Hitparade ha totalizzato 10 settimane consecutive di permanenza in classifica.

### Riconoscimenti
Il 3 giugno 2013 Schiena è stato premiato ai Wind Music Awards 2013 nella categoria Album Platino. Esso ha ottenuto anche due Rockol Awards come Miglior album italiano e come Miglior Concerto/Festival/Tour italiano.
Il 3 giugno 2014 l'album è stato premiato ai Music Award come Premio CD Multiplatino.

## Classifiche

### Classifiche settimanali
| Classifica (2013) | Posizione massima |
| ----------------- | ----------------- |
| Italia            | 1                 |
| Svizzera          | 25                |

### Classifiche di fine anno
| Classifica (2013) | Posizione |
| ----------------- | --------- |
| Italia            | 5         |
| Classifica (2014) | Posizione |
| Italia            | 30        |